# والتر كاتليت
والتر كاتليت (بالإنجليزية: Walter Catlett)‏ مواليد 4 فبراير 1889 في سان فرانسيسكو - الوفاة 14 نوفمبر 1960 في لوس أنجلوس، كاليفورنيا، الولايات المتحدة، هو ممثل أمريكي بدأ مسيرته الفنية سنة 1906. امتدت مسيرته الفنية لأكثر من 51 عاما.

## الأعمال
- الصفحة الأولى
- قصة مدينتين
- السيد ديدز يذهب إلى المدينة
- بينوكيو
- صديقتي سالي
- يانكي دودل داندي
- ها قد أتى العروس
- إقناع ودي

## روابط خارجية
- والتر كاتليت على موقع IMDb (الإنجليزية)
- والتر كاتليت على موقع ألو سيني (الفرنسية)
- والتر كاتليت على موقع ميوزك برينز (الإنجليزية)
- والتر كاتليت على موقع قاعدة بيانات برودواي على الإنترنت (الإنجليزية)
- والتر كاتليت على موقع قاعدة بيانات الأفلام السويدية (السويدية)
- والتر كاتليت على موقع إن إن دي بي (الإنجليزية)
- والتر كاتليت على موقع قاعدة بيانات الفيلم (الإنجليزية)